# Eterscél mac Áeda
Eterscél mac Áeda (mort en 778) est un roi des Uí Cheinnselaigh du sud Leinster.

## Contexte
Eterscél est issu du sept Sil Chormaic et il est le fils de Áed mac Colggen (mort en 738), considéré comme roi de l'ensemble du Leinster. Son oncle Sechnassach mac Colggen (mort en 746/747) e règne uniquement comme roi des Uí Cheinnselaigh. Lui-même règne de 770 à 778.
Les Uí Cheinnselaigh sont engagés à cette époque dans des luttes intestines et Eterscél obtient le trône en 770 en défaisant son prédécesseur Cennselach mac Brain du sept Sil Máeluidir qui est tué lors du combat.

## Sources
- Annales d'Ulster sur  at University College Cork
- (en) Gearóid Mac Niocaill, Ireland before Vikings, Dublin, Gill & Macmillan, 1972, 172 p.
- Livre de Leinster, Rig Hua Cendselaig sur  at University College Cork
- (en) T.M. Charles-Edwards, Early Christian Ireland, Cambridge, Cambridge University Press, 2000 (ISBN 0-521-36395-0)
- (en) Francis John Byrne, Irish Kings and High-Kings, Dublin, Four Courts Press, 2001 (ISBN 978-1-85182-196-9)